# 蔡嘉駿 (企業家)
蔡嘉駿為現任文化內容策進院董事長、高雄市政府青年創業發展基金管理會委員。曾擔任東立出版社總編輯、華義國際數位娛樂執行長、韓商YNK台港區董事長、韓商HanbitSoft台港區執行長、酷瞧新媒體執行長、臺灣新媒體暨影視音發展協會(NMEA)理事長等職務。
蔡嘉駿常駐於數位娛樂產業，2015年與遊戲橘子及野火娛樂總經理詹仁雄攜手合作成立酷瞧新媒體，酷瞧的內容90%皆為原創自製，提供最優質的娛樂及戲劇、網綜節目、社群短片，「我們想讓年輕人或家長對娛樂業更樂觀。因此，我們願意給任何不成熟的想法一千次、一萬次機會。」2017年，酷瞧以自製的影音娛樂內容為目標，為優秀的台灣製作團隊打造發聲舞台，與國際接軌。
2017年12月蔡嘉駿擔任「臺灣新媒體暨影視音發展協會」理事長，以支持與推動台灣在地原創內容為宗旨，在面對外來文化潮流衝擊下，打破台灣泛娛樂媒體產業過往壁壘，凝聚產業上中下游共識，以全面產業觀解決新媒體發展過程中的問題，努力孵化創新內容與跨產業媒合平台，垂直串動產業資源。
2023年3月13日，臺灣生活美學基金會董事會通過由董事彭俊亨接任董事長，行政院同意蔡嘉駿接任文化內容策進院董事長。